# Corrado Gabriele
 Corrado Gabriele (* 26. November 1966 in Neapel) ist ein italienischer Politiker der Partito della Rifondazione Comunista.

## Leben und Politik
Er ist verheiratet und hat drei Kinder. Im Jahre 1980 gehörte zu den Gründern eines Studentenvereins, der sich gegen die neapolitanische Camorra engagierte.
Er gehörte innerhalb der 6. Wahlperiode für etwas über einen Monat dem Europäischen Parlament an. In dieser Zeit vom 8. Mai bis 18. Juni war er dort mit seiner Partei ein Teil der Konföderale Fraktion der Vereinigten Europäischen Linken/Nordische Grüne Linke. 
Nach seiner kurzen Abgeordnetenzeit im Europäischen Parlament ist er politisch in der Region Kampanien aktiv.